# Paul Fuhrmann (Maler)
Paul Fuhrmann (* 8. Oktober 1893 in Spandau; † 28. Januar 1952 in Berlin) war ein deutscher Maler.

## Leben
Nach dem frühen Tod seiner Eltern wuchs Fuhrmann in einem Waisenhaus auf. Von 1908 bis 1910 machte er eine Lehre als Dekorationsmaler. Er erhielt ein Stipendium zum Besuch der höheren Fachschule für Dekorationsmalerei und bekam von 1910 bis 1912 kostenlosen Unterricht durch Hans Soerensen. Von 1912 bis 1915 studierte er bei Emil Orlik an der Unterrichtsanstalt des Kunstgewerbemuseums Berlin. Ab 1915 war er Soldat, wurde aber wegen seiner Auflehnung gegen den Militärdienst mehrfach inhaftiert.

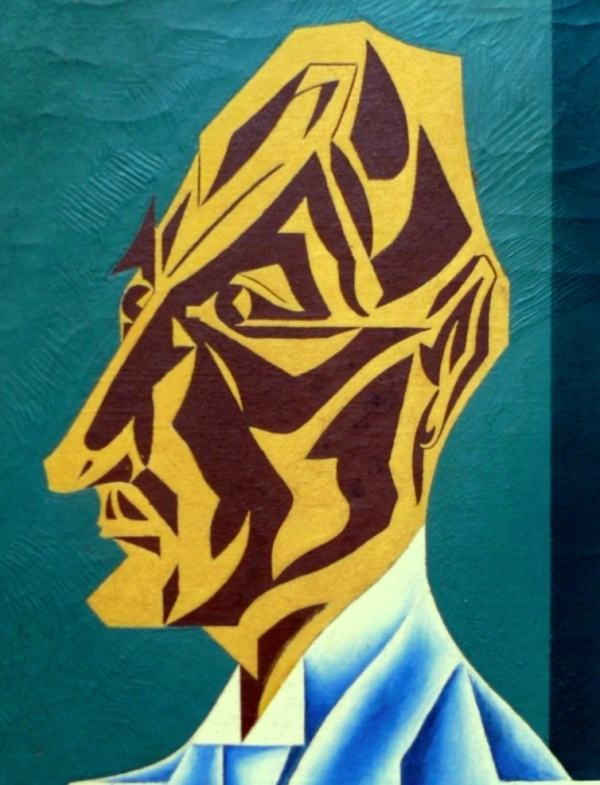
Paul Fuhrmann: Porträt Helge Rode, um 1912–1915

1918/1919 nahm er, u. a. mit Karl Holtz, an revolutionären Kämpfen in Berlin teil. 1918 wurde er Mitglied der Novembergruppe, 1924 der „Roten Gruppe“. 1925 gründete mit Oskar Nerlinger die Gruppe „Die Abstrakten“ (ab 1932 „Die Zeitgemäßen“), deren Schriftführer er bis 1933 war. 1927 wurde er Mitglied der KPD und 1929 der ASSO und der Roten Hilfe. Er war Mitarbeiter der „Roten Fahne“. Zwischen 1922 und 1925 nahm er mehrfach an Ausstellungen in Herwarth Waldens Sturm-Galerie teil und von 1926 bis 1933 an den jährlichen Großen Berliner Kunstausstellungen. Im Jahr 1933 erhielt er Ausstellungsverbot. 1937 wurden in der Nazi-Aktion „Entartete Kunst“ aus dem Stadtbesitz von Berlin sein Aquarell „Geschäftsstraße“ und sein Tafelbild „Maifeier“ beschlagnahmt. Das Aquarell wurde danach vernichtet, das Tafelbild 1941 auf der Ausstellung „Entartete Kunst“ in der Landesanstalt für Volksheilkunde Halle/Saale ausgestellt. 1943 erlitt Fuhrmann eine schwere Tbc und einen Nervenzusammenbruch.
Ab 1945 arbeitete er wieder freischaffend in Berlin. 1946 war er mit Fritz Duda ein Gründungsmitglied der Arbeitsgemeinschaft sozialistischer Künstler. 1948 zog er aus dem Westteil Berlins in den Ostsektor. Ab 1951 war er graphischer Mitarbeiter im Ministerium für Arbeit der DDR. Er war in der DDR u. a. 1978 auf der Ausstellung „Revolution und Realismus“ in der Nationalgalerie Berlin und 1979 auf „Weggefährden – Zeitgenossen“ im Alten Museum Berlin vertreten.